# Jovan Nikolaidis
Jovan Nikolaidis (Ulcinj, 11. srpnja 1950.) crnogorski je književnik, izdavač i kulturni djelatnik.

## Životopis
Od 1974. do 1990. godine Nikolaidis je živio u Sarajevu, gdje je radio kao novinar u listu Oslobođenje. Od 1990. ponovno živi u rodnom Ulcinju, gdje radi kao književnik, urednik i direktor KUD-a Plima. Glavni cilj ove kulturne udruge, čiji je suosnivač Nikolaidis, jest promicanje kulturnog pluralizma u Crnoj Gori. Zato Nikolaidis izdaje dvojezični (srpsko/albanski) kulturni časopis Plima – Batica. Objavljuje i djela mlađih crnogorskih autora poput Ognjena Spahića, Aleksandra Bečanovića i Dragane Tripković.
Od 1998. godine izdaje dnevne novine Kronika. Ovo je jedini politički nezavisni list u Crnoj Gori na albanskom jeziku.
Nikolaidis je stalni gost pjesničkog festivala Poeteka koji u Draču organizira njegov prijatelj Albanac Arian Leka. Svoja djela čitao je na sajmu knjiga u Leipzigu u ožujku 2009. na poziv Zaklade Robert Bosch.
U hrvatskoj surađuje s književnikom Milanom Rakovcem s kojim je objavio u izdavačkoj kući "Shura publikacije" knjigu Adrianske kartoline.
Otac je književnika Andreja Nikolaidisa.

## Djela
- U Ulcinju život moja, pripovijesti (1974.)
- Ulcinjska noć, (1985.)
- Ulcinjska pisma, politička kronika u 2 toma (1998. i 2004.)
- Valdinos 33, roman (2000.)
- Velaskez, kraći roman (2004.)
- Fosforne brojanice, politička kronika (2005.) ISBN 86-85727-05-7
- Valdinos. Pripovijesti, kratki roman (2008.) ISBN 978-953-249-057-2
- Rane pjesme, (2008.) ISBN 978-86-84013-06-6
- Crnogorska Krivica, politički eseji (2009) ISBN 978-953-6296-85-9
- Dnevnik o ništavilu, novela (2009.) ISBN 978-9940-9236-0-0
- Naši su životi bjekstva : roman o Nikoli 1. (2017.?), pod pseudonimom Jovan Arvanitas ISBN 978-953-8203-03-9
- Adrianske kartoline, s Milanom Rakovcem (2021.) ISBN 978-953-8203-16-9
- Valdinoški krug, roman (2023.) ISBN 978-994-0768-35-5

## Vanjske poveznice
- Kulturno društvo Plima (srp.)
- [neaktivna poveznica]
- [neaktivna poveznica]  (PDF; 268) kB)